# Astérix en Bretaña (película)
Astérix en Bretaña (Astérix chez les Bretons) es una película francesa de animación estrenada en 1987 (1986 en Francia), es la quinta película de Astérix, y la última de Dargaud Films. Se basa en el álbum del mismo nombre. El tema musical The Lookout is Out (El mirador está fuera) fue interpretado por el grupo Cook da Books basándose en el tema de la película anterior (Astérix est là), pero con un tempo más lento, tocado con guitarras acústicas y nuevas letras en inglés.

## Argumento
Julio César lanza una gran expedición para conquistar la Bretaña, cosa que consigue fácilmente y en poco tiempo, ya que los bretones se niegan a combatir a partir de las cinco de la tarde (la hora del agua caliente; actualmente del té) y durante los fines de semana. Sólo una pequeña aldea se resiste a someterse a la dominación del Imperio Romano. Su jefe, Zebigbos, decide enviar a su compatriota Buentorax a Armórica, a la aldea de su primo galo Astérix, que ha conseguido resistir a los invasores romanos. Precisamente, Astérix pero sobre todo Obélix tenían una gran nostalgia, ya que hacía tiempo que no tenían romanos con los que pelear, porque se habían ido todos a combatir a Bretaña. Una vez informados de la situación, deciden partir a la isla, llevando con ellos un barril de poción mágica que les ha preparado su druida Panoramix, para ayudar a la aldea bretona a luchar contra los romanos. 
Durante el viaje, los galos salvan de los piratas el barco de Espigademaíz, un comerciante fenicio, que les ofrece como agradecimiento un pequeño saco de hierbas orientales. Una vez llegados a Londinium, el general Motus, advertido por un centurión, había mandado patrullas romanas por toda la ciudad con el objetivo de interceptar a nuestros héroes y el tonel que transportan. Al no conseguirlo, los romanos confiscan todos los toneles de vino de la ciudad, llevándose entre ellos el tonel que tiene la poción mágica. A partir de este momento, los héroes se ven inmersos en una serie de desventuras: Obélix se emborracha y es encerrado por los romanos en una torre, mientras que el barril de la poción mágica es robado por un ladrón. Gracias a la ayuda del pequeño y fiel perro Ideafix, consiguen encontrar el barril. Sin embargo, los romanos les pisan los talones, y tras una serie de tentativas fallidas, consiguen finalmente destruir el barril y esparcir su contenido por el Támesis. A pesar de todo, a Astérix se le ocurre una idea: improvisar un sustituto de la poción mágica. Astérix echa las hojas que le dio el comerciante fenicio en una marmita de agua caliente, muy apreciada por los bretones para tomar a las cinco de la tarde, y les dice que la bebida resultante es la poción mágica. Con los romanos a punto de caer con sus legiones sobre ellos, los hombres de la aldea se sienten con ánimos y fuerzas renovadas, y consiguen derrotar a las tropas romanas. Tras la victoria, cuando Astérix les confiesa la verdad a los bretones respecto de la "poción mágica", deciden adoptar esta poción como bebida nacional. Posteriormente, de vuelta a la aldea, Panoramix le revela a Astérix que esas hojas no son otra cosa que té.      

## Diferencias con el álbum
La película contiene muchos cambios respecto a la historia original del álbum:
- Obélix confía a su perro Ideafix a Panorámix en el álbum original, mientras que en la película acompaña a los héroes en su viaje a Bretaña, y se incluye un subargumento en el que sigue al ladrón del barril hasta su casa.
- El rol de César en la película es extendido, se le añaden escenas, mientras que en el álbum sólo hace un cameo.
- Astérix y Obélix se encuentran con los piratas en su camino a Bretaña, cosa que no ocurre en el álbum.
- En la película, Astérix recibe el té de un mercader fenicio al que Obélix salva de los piratas. En el álbum, Astérix coge las hojas de té como curiosidad de la choza de Panorámix tras el ofrecimiento de éste, y los galos no se cruzan con el barco fenicio.
- Algunos personajes tienen nombres y diseños diferentes, como los centuriones romanos. En el álbum original, el albergue La gala ánfora es regentado por un bretón llamado Relax, mientras que en la película el propietario del albergue es un galo (de Massilia), Olive Escartefix, más conocido como Gaulix. Sus diseños son muy diferentes.
- En la película aparece el personaje del general Motus como mando en Bretaña, personaje que no aparece en el álbum, donde hay un gobernador en su lugar. El ataque final a la aldea bretona es comandado por un centurión en el álbum original, en lugar de por el general Motus.
- La búsqueda del barril de poción robado es más corta en la película que en el álbum.
- Stonehenge hace una aparición en la película.
- En el álbum, Astérix descubre que el barril fue vendido al equipo de rugby preguntando al dueño del albergue mencionado por el ladrón, mientras que en la película el equipo de rugby era el primero que aparecía en la lista del ladrón.
- En el álbum, el uniforme del equipo de rugby de Camulodunum es a rayas blancas y azules, idéntico al uniforme actual del Colchester FC (Colchester es el nombre actual de Camulodunum). En la película los uniformes no llevan rayas.
- En la película, en el viaje de vuelta el capitán pirata hunde su propio barco (como ocurre en el álbum Astérix y Cleopatra), mientras que en el álbum estrella el barco en la playa al huir de los galos.

## Alusiones
- En la escena en la que los héroes llegan a tierras bretonas mientras está lloviendo, Obélix dice: "Mi pobre perrito, no le gusta la lluvia, habría que hacer un túnel bajo el Canal de la Mancha" y Astérix le contesta "Obélix, esa es una idea descabellada, ¡un túnel!" riéndose. El caso es que el proyecto del Eurotúnel bajo el canal de la Mancha ya se había presentado hace años, y los trabajos de excavación empezaron un año después del estreno de la película, en diciembre de 1987.
- El personaje del general Motus se asemeja físicamente al centurión Caius Norterajus del álbum El adivino. El diseño del general Motus también fue tomado para el centurión de la película siguiente, El golpe de menhir.
- Varios monumentos muy conocidos de Londres aparecen en la película: el Big Ben, el Puente de la Torre y el Palacio de Buckingham. En cuanto a la torre de Londinium, en el álbum y la película es representada como una simple torre, cuando en realidad es una fortaleza.
- Una gran parte del tema principal es extraída del tema de la película anterior, Astérix y la sorpresa del César (1985), compuesto también por Vladimir Cosma.

## Doblaje de España
| Personaje                | Actor                           |
| ------------------------ | ------------------------------- |
| Astérix                  | Manuel Peiro                    |
| Obélix                   | José María Cordero              |
| Panorámix                | Joaquín Escola                  |
| General Motus            | Arturo López                    |
| Esautomátix              | Manuel Torremocha               |
| Buentorax                | Jesús Nieto                     |
| Decurión Cetinlapsus     | Fernando Nogueras               |
| Châteaupétrus            | Ángel Ejido                     |
| Stratocúmulus            | José Luis Gil                   |
| Epidemaïs                | Antonio Medina                  |
| Barbarroja               | Luis Marín                      |
| Abraracourcix            | Estanis González                |
| César                    | Simón Ramírez                   |
| Olive Escatefix 'Gaulix' | José Moratalla                  |
| Cataratax                | Fernando De Luis                |
| Cassivellaunos           | Aparicio Rivero                 |
| Zebigbos                 | Francisco Arenzana              |
| Asurancetúrix            | Juan Luis Rovira                |
| Capitán de la galera     | Paco Hernández                  |
| Sanitario                | Javier Franquelo                |
| Vigía                    | Fernando Chinarro               |
| Bretones                 | Luis Gaspar, José Luis Baltanás |
| Romano                   | Enrique Cazorla                 |
| Romano                   | Fernando Chinarro               |
| Romano                   | Rafael Torres                   |
| Jugador                  | Víctor Valverde                 |
| Jugador                  | Juan Luis Rovira                |

- Datos: Q668718